# Stenobothrus lineatus
Stenobothrus lineatus је врста инсекта из реда правокрилаца - Orthoptera.

## Распрострањење
Ова врста скакавца се јавља од Шпаније преко централне Европе па све до Азије. Северна граница дистрибуције је јужна Велика Британија и северна Немачка. У Србији је Stenobothrus lineatus чест на планинама.

## Опис
Основна боја је зелена, ређе смеђа. Женке често имају белу линију на доњој ивици крила. Мужјаци  имају интензивно наранџаст крај стомака. Ова упадљива боја шири се до различитог степена интензитета све до задњих ногу. Задња колена су тамна. Такође су познате варијанте плавичасте, црвенкасте или љубичасте боје, посебно код женки. Величина мужјака је од 14-19 мм, док су женке крупнијих димензија, 20-27 мм.

## Биологија и екологија
Одрасле јединке се могу наћи од јуна до новембра. Јаја су изузетно отпорна на сушу, а полажу их у земљу или корење трава. Хране се различитим врстама биљака, али женке често једу и остатке угинулих животиња. Stenobothrus lineatus је врста која воли топле и суве ливаде и углавном се среће заједно са врстом Omocestus rufipes.

## Синоними
Stenobothrus lineatus interposita Fruhstorfer, 1921
Acridium megacephalus Seidl, 1837
Acridium lineatus punctatifrons Ivanov, 1888
Gryllus (Locusta) rubicundus Gmelin, 1788
Gryllus (Locusta) rubicundus De Geer, 1778
Gryllus (Locusta) tenellus Stoll, 1813
Stenobothrus lineatus variety violacea Shugurov, 1907